# Álvaro González (cầu thủ bóng đá, sinh 1990)
Álvaro González Soberón (sinh ngày 8 tháng 1 năm 1990), còn được gọi là Álvaro, là một cầu thủ bóng đá chuyên nghiệp người Tây Ban Nha hiện thi đấu ở vị trí trung vệ cho câu lạc bộ Al Nassr FC của Ả Rập Xê Út.

## Danh hiệu
U-21 Tây Ban Nha
- Giải vô địch bóng đá U-21 châu Âu: 2013[2]